# مايك باث
مايك باث (بالإنجليزية: Mike Bath)‏ هو لاعب كرة قدم أمريكية أمريكي، ولد في 11 سبتمبر 1977 في سيلينا في الولايات المتحدة.